# 藤原懐忠
藤原 懐忠（ふじわら の かねただ）は、平安時代中期の公卿。藤原南家、大納言・藤原元方の九男。官位は従二位・大納言。

## 経歴
村上朝の天暦4年（950年）従五位下に叙爵。天暦8年（954年）阿波権守に任ぜられる。天徳2年（958年）同母兄の克忠が没してまもなく侍従に任ぜられると、のち左衛門佐・左近衛少将・右近衛少将と武官を務める一方、備中権介・伊予権介・讃岐権守と地方官を兼任した。
円融朝の天禄3年（972年）従四位下・右近衛中将に叙任される。貞元3年（978年）権左中弁に転じると、天元4年（981年）左中弁、寛和2年（986年）右大弁、永延元年（987年）左大弁と円融朝後半から一条朝初頭にかけて一転して弁官を歴任し、永延2年（988年）蔵人頭を経て、永祚元年（989年）従三位・参議に叙任されて公卿に列した。
議政官として左大弁・勘解由長官を兼帯し、正暦4年（993年）正三位に叙せられる。正暦5年（994年）権中納言、長徳元年（995年）中納言、長徳3年（997年）権大納言、長保3年（1001年）大納言と一条朝で順調に昇進し、長保5年（1003年）従二位に至る。一条朝末の寛弘6年（1009年）大納言を致仕した。
後一条朝の寛仁4年（1020年）11月1日薨去。享年86。

## 官歴
『公卿補任』による。
- 天暦4年（950年） 正月7日：従五位下（氏）
- 天暦8年（954年） 3月13日：阿波権守
- 天徳2年（958年） 7月28日：侍従
- 応和元年（961年） 8月7日：左衛門佐
- 応和4年（964年） 3月27日：左近衛少将
- 康保2年（965年） 正月30日：備中権介[1]
- 康保3年（966年） 9月17日：伊予権介
- 天禄元年（970年） 正月26日：止伊予権介[1]。8月5日：右近衛少将。12月16日：讃岐権守[1]
- 天禄3年（972年） 閏2月29日：従四位下、右近衛中将
- 天禄4年（973年） 正月28日：左近衛中将
- 天延2年（974年） 正月28日：備中守。
- 天延4年（976年） 12月22日：右近衛中将[1]
- 貞元3年（978年） 10月17日：権左中弁、止中将
- 天元4年（981年） 4月：左中弁
- 天元5年（982年） 正月30日：備後権守
- 寛和2年（986年） 2月28日：右大弁（于時正四位下）。9月21日：播磨権守
- 永延元年（987年） 11月11日：左大弁
- 永延2年（988年） 2月27日：蔵人頭
- 永延3年（989年） 正月4日：近江権守。7月13日：参議（左大弁近江権守等如元）
- 永祚元年（989年） 10月5日：従三位（去三月春日行幸行事賞、追所叙之）
- 正暦2年（991年） 4月26日：勘解由長官
- 正暦4年（993年） 11月15日：正三位（朔旦、大弁労、超時光）
- 正暦5年（994年） 8月28日：権中納言
- 長徳元年（995年） 6月19日：中納言。8月28日：左衛門督
- 長徳3年（997年） 7月5日：権大納言。7月9日：民部卿
- 長保3年（1001年） 8月23日：大納言
- 長保5年（1003年） 正月7日：従二位
- 寛弘6年（1009年） 3月4日：辞（不去卿）
- 寛仁4年（1020年） 11月1日：薨去

## 系譜
- 父：藤原元方
- 母：藤原道明の娘
- 妻：藤原尹忠の娘
  - 五男：藤原重尹（984-1051）
- 妻：不詳
  - 長男：藤原令尹
  - 次男：藤原為尹
  - 三男：藤原光尹
  - 四男：藤原中尹
  - 六男：藤原輔尹
  - 女子：中将御息所 - 円融天皇更衣